# Dickey Simpkins
LuBara Dixon „Dickey” Simpkins (ur. 6 kwietnia 1972 w Waszyngtonie) – amerykański koszykarz, skrzydłowy, trzykrotny mistrz NBA, analityk koszykarski.

## Osiągnięcia
NCAA
- Uczestnik:
  - turnieju NCAA (1994)
  - Final Four turnieju NIT (1993)
- Mistrz turnieju konferencji AAC (1994)
- 2-krotnie zaliczony do I składu turnieju AAC (1993, 1994)[2]

NBA
- 3-krotny mistrz NBA (1996–1998)[1]

Inne
- Mistrz Puerto Rico (2004)
- Brązowy medalista mistrzostw Rosji (2003)
- Zwycięzca ligi North European Basketball League (NEBL – 2003)[3]
- Zdobywca Pucharu Rosji (2003)[4]
- Uczestnik:
  - All-Star Game:
    - w Puerto Rico (2002)[3]
    - na Litwie (2004)[3]

  - rozgrywek:
    - Euroligi (2005/06)[5]
    - Eurocup (2003/04)[6]